# Tiếng Mông Cổ
Tiếng Mông Cổ (chữ Mông Cổ truyền thống:ᠮᠣᠩᠭᠣᠯ
ᠬᠡᠯᠡ; chữ Kirin Mông Cổ:Монгол хэл) là ngôn ngữ chính thức của Mông Cổ, và là thành viên nổi bật hơn cả của ngữ hệ Mông Cổ. Số người nói tất cả các phương ngữ khác nhau lên tới hơn 5,2 triệu, gồm đa phần cư dân ở Mông Cổ và nhiều người Mông Cổ ở Khu tự trị Nội Mông Cổ.
Tại Mông Cổ, phương ngữ Khalkha viết bằng chữ Kirin (và có lúc bằng chữ Latinh trên mạng xã hội) chiếm ưu thế nhất. Tại Nội Mông (Trung Quốc), phương ngữ tiếng Mông Cổ đa dạng hơn nhiều và dùng chữ viết Mông Cổ truyền thống.
Một số học giả coi những ngôn ngữ hệ Mông Cổ khác như tiếng Buryat và tiếng Oirat đều là phương ngữ của cùng một thứ tiếng, song cách phân loại này không tương đồng với tiêu chuẩn quốc tế hiện nay.
Tiếng Mông Cổ có sự hài hòa nguyên âm và cấu trúc âm tiết phức tạp cho phép những nhóm ba phụ âm nằm cuối âm tiết hiện diện. Đây là một ngôn ngữ chắp dính điển hình, dựa trên các chuỗi hậu tố. Dù có thứ tự từ cơ sở (chủ-tân-động), sự sắp xếp cụm danh từ lại tương đối tự do, nên vai trò ngữ pháp phải được chỉ ra bởi một hệ thống gồm khoảng tám cách ngữ pháp. Tiếng Mông Cổ có năm thái (voice). Động từ cho biết dạng, thể, thì, và tình thái/bằng chứng.
Tiếng Mông Cổ hiện đại phát triển từ tiếng Mông Cổ trung đại, ngôn ngữ của Đế quốc Mông Cổ vào thế kỷ XIII-XIV. Trong quá trình phát triển, tiếng Mông Cổ trải qua thời kỳ tái cấu trúc hòa âm nguyên âm, nguyên âm dài phát triển, hệ thống cách ngữ pháp biến đổi, và hệ thống động từ được tái dựng. Tiếng Mông Cổ có liên quan tới tiếng Khiết Đan (Khitan). Tiếng Mông Cổ nằm trong phạm vi ảnh hưởng của sprachbund Altai; cùng với ngữ hệ Turk, ngữ hệ Tungus, ngữ hệ Triều Tiên và ngữ hệ Nhật Bản. Văn học tiếng Mông Cổ được lưu giữ tốt ở dạng viết, sở hữu nhiều văn liệu quý giá từ đầu thế kỷ XVIII.

## Phân bố địa lý
Tiếng Mông Cổ là ngôn ngữ chính thức của Mông Cổ và được nói bởi 3,6 triệu người trong nước (ước tính năm 2014), và là ngôn ngữ tỉnh chính thức của khu tự trị Nội Mông Cổ với tầm 4,1 triệu người Mông Cổ. Khoảng một nửa trong số 5,8 dân Mông Cổ trên khắp Trung Quốc nói ngôn ngữ này (ước tính năm 2005) Tuy nhiên, ta không biết chính xác số người nói tiếng Mông Cổ tại Trung Quốc. Tiếng Mông Cổ ở Trung Quốc từng trải qua nhiều đợt biến động thuận theo thời thế lịch sử. Số người nói bản ngữ ở Trung Quốc bị sụt giảm vào cuối thời nhà Thanh, may mắn phục hồi trở lại từ 1947-1965, nhưng tái sụt giảm vào giữa những năm 1966 và 1976, rồi tiếp tục được hồi sinh trong giai đoạn 1977-1992, cuối cùng lại bị giảm thiểu lần ba từ 1995-2012. Tuy người Mông Cổ tại Nội Mông chịu sự ảnh hưởng của đa ngữ, nhưng điều đó không cản trở công cuộc bảo tồn tiếng nói của họ. Dù một phần dân Mông Cổ không còn biết nói tiếng mẹ đẻ nữa, họ vẫn được chính phủ Trung Quốc coi là dân tộc Mông Cổ và họ thì vẫn tự xưng là người Mông Cổ. Những đứa trẻ lai Hán-Mông Cổ cũng được ghi nhận là người Mông Cổ.